# Nó de Windsor

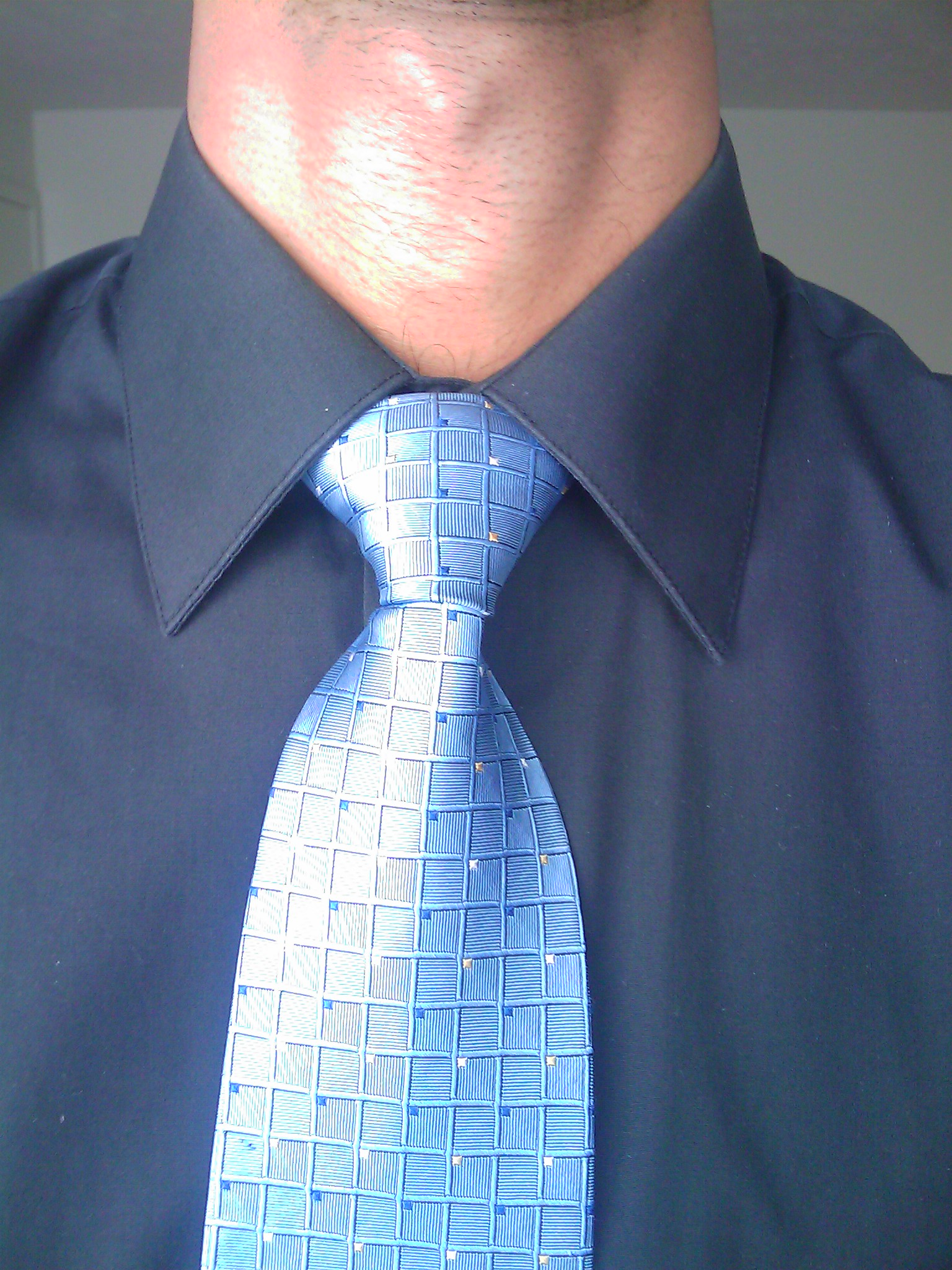
Nó de Windsor

Nó de Windsor ou nó inglês é um tipo de nó em gravatas, popularizado por Eduardo VIII, o duque de Windsor. Na verdade, é em homenagem ao avô de Eduardo, o rei Eduardo VII.
O Duque preferia um grande nó e tinha suas gravatas feitas especialmente com tecido grosso para fazer um nó mais largo do que o nó americano. 
É o nó indicado para colarinhos largos, por ser um nó cheio. Existem variações deste nó, como o Semi-Windsor (ou meio-Windsor), que é o nó de gravata mais utilizado no Brasil.
De acordo com as novas tendências de uso de gravatas de cores mais marcantes, aliado a um estilo mais conservador estimula o uso do nó Windsor, por ser ele o mais largo, e deste modo evidenciando a cor da gravata em consonância com a camisa e o terno.
Todos os integrantes da Royal Air Force, no Reino Unido, quando estão em uniforme estilo black tie, devem usar este nó, que também é usado pelas Forças Armadas Canadianas, mesmo fora de serviço.